# Земельна реформа в Україні
Земе́льна рефо́рма — процес створення організаційно-правових, економічних, наукових та інших соціальних засад для здійснення різних форм господарювання, в результаті якої формується земельний устрій країни прийнятний для ефективної господарської діяльності на землі.
Реформа (латинська : reformo) означає вдосконалення або виправлення того, що є неправильним, корумпованим, незадовільним тощо.  Реформа зазвичай розглядається як антитеза революції. Завданням реформ у різний період становлення української державності, мав різні завдання, так на початку це перерозподіл земель з одночасною передачею їх у приватну та колективну власність, а також у користування підприємствам, установам і організаціям з метою створення умов для рівноправного розвитку різних форм господарювання на землі, формування багатоукладної економіки, раціонального використання та охорони земель. Тому Земельну реформу слід розглядати в часі історії.

## Історія земельної реформи в Україні

### Із 1990 по 2000 рік
Історія розвитку земельного права сучасної України розпочинається з оприлюднення намірів влади провести земельну реформу, які було затверджено Постановою Верховної Ради РСР від 18 грудня 1990 р. [Архівовано 19 листопада 2021 у Wayback Machine.] У Постанові підкреслювалося, що земельна реформа є складовою економічної реформи, здійснюваної в Україні у зв'язку з переходом економіки до ринкових відносин. Того ж дня було прийнято і Земельний кодекс України.
30 січня 1992 року Верховна Рада України прийняла Закон «Про форми власності на землю [Архівовано 19 листопада 2021 у Wayback Machine.]», увівши поряд із державною колективну і приватну форми власності на землю. А 13 березня 1992 ВРУ ухвалила новий Земельний кодекс України [Архівовано 19 листопада 2021 у Wayback Machine.].
Того ж 13 березня 1992 року Верховна Рада України ухвалила Постанову «Про прискорення земельної реформи та приватизацію землі» № 2200-XII [Архівовано 19 листопада 2021 у Wayback Machine.]. У ній зазначалося: «…через відсутність належної координації контролю з боку державних органів за ходом реформи, несвоєчасне вирішення ряду організаційних і правових питань реформування земельних відносин реалізація земельної реформи стримується, її темпи залишаються незадовільними». Прийняття цього документу дозволило почати роздержавлення, паювання і приватизацію землі мешканцями міст та селищ для індивідуального житлового будівництва, садівництва і городництва, надання підприємствам, установам і організаціям земельних ділянок для колективного городництва за рахунок існуючих земель запасу.
Друга постанова, прийнята в той же день, «Про форми державних актів на право власності на землю і право постійного користування землею» № 2201-XII [Архівовано 19 листопада 2021 у Wayback Machine.], відповідно до якої право колективної та приватної власності на землю, а також право постійного користування землею посвідчувалися державними актами.
26 грудня 1992 року Уряд України схвалив Декрет «Про приватизацію земельних ділянок» [Архівовано 19 листопада 2021 у Wayback Machine.], згідно з яким громадяни України мали право продавати або іншими способами відчужувати ділянки без зміни їх цільового призначення.
Згідно зі статистичним збірником Державного комітету статистики України за 2003 рік [Архівовано 19 листопада 2021 у Wayback Machine.], станом на 1 січня 1992 року всі земелі в Україні були в державній власності, а на 1 січня 1993 року в приватній власності громадян вже було 13,8 тис. га (0,02 % земельної площі країни) і 141,8 тис. га — у власності приватних сільськогосподарських підприємств (0,24 %). На 1 січня 1996 року 22 118,9 тис. га (36,6 %) перейшло у власність приватних с/г підприємств і 1 925,4 тис. га (3,2 %) — у приватну власність громадян. Основними власниками землі в Україні стали юридичні особи. На 1 січня 2003 року приватні с/г підприємства мали в користуванні 22 490,8 тис. га сільськогосподарських угідь, а у власності громадян — 13 860,1 тис. га.
Указ Президента Україні від 10 листопада 1994 року «Про невідкладні заходи щодо прискорення земельної реформи у сфері сільськогосподарського виробництва» прискорив процес роздержавленя земель в Україні. Сам Порядок паювання землі був прийнятий лише в 1995 році Указом Президента України № 720/95 «Про порядок паювання земель, переданих у колективну власність сільськогосподарським підприємствам і організаціям [Архівовано 19 листопада 2021 у Wayback Machine.]». Згідно з Указом паювання проводилося як під час членства, так і у разі виходу з членства колективного суб'єкта. У першому випадку документом, що посвідчував право на частку, був сертифікат, а в другому — державний акт на право приватної власності на земельну ділянку. Державний акт видавався без присвоєння ділянці кадастрового номера.
03.12.1999 року тодішній Президент Леонід Кучма підписав Указ «Про невідкладні заходи щодо прискорення реформування аграрного сектора економіки» [Архівовано 19 листопада 2021 у Wayback Machine.] для реформування протягом грудня 1999 — квітня 2000 року колективних сільськогосподарських підприємств на засадах приватної власності на землю та майно.

### Із 2000 по 2011 рік
Прийняття Конституції України у 1996 році зумовило потребу актуалізувати попередньо прийнятий Земельний кодекс України від 1992 року у відповідності до її положень. Враховуючи це, Верховна Рада України 11 січня 2000 р. в постанові «Про виконання земельного законодавства при реформуванні аграрного сектора економіки [Архівовано 19 листопада 2021 у Wayback Machine.]» доручила Кабінету Міністрів України до 30.04.2000 р. внести на розгляд Верховної Ради України проєкт нового Земельного кодексу України. Новий проєкт було внесено до ВРУ 25 травня, але прийнятий він був лише через півтора роки, 25 жовтня 2001 р. Цей Земельний кодекс України чинний досі. Головними заслугами нової редакції є те, що в ній було закладено правове підґрунтя земельної реформи та закріплено напрацьовану практику приватизації земель с/г призначення, зокрема і сертифікат на право на земельну частку (пай). Прикінцевими положеннями кодексу передбачалася розробка законів: «Про землеустрій», «Про державний земельний кадастр», «Про оцінку земель», «Про охорону земель», «Про розмежування земель права державної та комунальної форм власності», «Про державний земельний (іпотечний) банк», «Про ринок землі», «Про визначення правових засад вилучення земель права приватної власності» та ін.

#### Запровадження мораторію
Ухвалений 18 січня 2001 року Закон України «Про угоди щодо відчуження земельної частки (паю)» [Архівовано 24 листопада 2021 у Wayback Machine.] встановив, що власники земельних паїв тимчасово не можуть укладати угоди купівлі-продажу, дарування або іншим способом відчужувати паї, окрім передачі у спадщину та при викупі земель для державних і громадських потреб. Ухвалений 2001 року Земельний кодекс України визначив термін заборони відчуження до 1 січня 2005 року і поширив її й на ділянки для ведення фермерського господарства та іншого товарного с/г виробництва незалежно від форми власності. Це стало називатися «мораторієм».
Указом Президента «Про основні напрями земельної реформи в Україні на 2001—2005 роки» [Архівовано 23 листопада 2021 у Wayback Machine.] від 30.05.2001 р. № 372/2001 визначено вектор реформи на найближчі роки, а «Про додаткові заходи щодо соціального захисту селян — власників земельних ділянок та земельних часток (паїв)» [Архівовано 23 листопада 2021 у Wayback Machine.] від 02.02.2002 р. № 92/2002 запроваджено плату за оренду ділянок сільськогосподарського призначення, земельних часток (паїв) у розмірі не менше 3 % вартості земельної ділянки, земельної частки (паю) та поступового збільшення цієї плати залежно від результатів господарської діяльності та фінансово-економічного стану орендаря.
2003 рік став продуктивним у законотворчості щодо врегулювання земельних відносин. Цього року приймають:
- Закон України «Про землеустрій» [Архівовано 24 листопада 2021 у Wayback Machine.] (від 22 травня 2003 року № 858-IV);
- Закон України «Про порядок виділення в натурі (на місцевості) земельних ділянок власникам земельних часток (паїв)» [Архівовано 24 листопада 2021 у Wayback Machine.] (від 5 червня 2003 року № 899-IV);
- Закон України «Про охорону земель» [Архівовано 24 листопада 2021 у Wayback Machine.] (від 19 червня 2003 року № 962-IV);
- Закон України «Про державний контроль за використанням та охороною земель» [Архівовано 24 листопада 2021 у Wayback Machine.] (від 19 червня 2003 року № 963-IV);
- Закон України «Про використання земель оборони» [Архівовано 24 листопада 2021 у Wayback Machine.] (від 27 листопада 2003 року № 1345-IV);
- Закон України «Про оцінку земель» [Архівовано 24 листопада 2021 у Wayback Machine.] (від 11 грудня 2003 року № 1378-IV).

На початку 2004 приймають Закон України «Про розмежування земель державної та комунальної власності» [Архівовано 24 листопада 2021 у Wayback Machine.] (№ 1457-IV від 5 лютого 2004 року).

### Із 2011 по 2021 рік
Наступним кроком у розвитку земельних відносин в межах десятиліття стало Розпорядження Кабінету Міністрів України від 26.10.2011 р. № 1072-р «Про затвердження плану дій з проведення земельної реформи та створення прозорого ринку земель сільськогосподарського призначення» [Архівовано 24 листопада 2021 у Wayback Machine.]. Цей план передбачає розроблення проєктів законів про спрощення процедури встановлення меж населених пунктів, затвердження Загальнодержавної програми розвитку земельних відносин до 2020 року, відміни безоплатної приватизації земельних ділянок, аналіз, систематизація та упорядкування кадастрової інформації, регулювання ведення земельного кадастру тощо.
Одним з завершальних етапів земельної реформи в аграрній сфері мало стати запровадження повноцінного ринку землі. Законопроєкт «Про ринок земель» № 9001-д [Архівовано 24 листопада 2021 у Wayback Machine.] парламент прийняв у першому читанні за основу 9 грудня 2011 р., однак його не включили до порядку денного 11-ї сесії ВРУ VI скликання. Документом передбачалася купівля-продаж земель сільськогосподарського призначення з 2013 року. А за кілька днів 27 грудня 2011 р. Верховна Рада України продовжила мораторій на купівлю-продаж с/г земель до 1 січня 2013 р. 20 листопада 2012 року парламент прийняв Закон № 5494-VI «Про внесення змін до Земельного кодексу України» [Архівовано 24 листопада 2021 у Wayback Machine.], яким продовжила мораторій на продаж сільськогосподарських земель до 1 січня 2016 р.
У 2015 році Міністерство аграрної політики та продовольства України розробило проєкт Єдиної комплексної стратегії та плану дій [Архівовано 24 листопада 2021 у Wayback Machine.] розвитку сільського господарства та сільських територій в Україні на 2015—2020 роки. Основною метою стратегії визначили ствоерння відкритого і прозорого риноку сільськогосподарських земель через удосконалення ринку оренди землі, стимулювання відкритої і прозорої оренди державних і комунальних земель та сформувати земельний кадастр. Цей документ враховував зокрема і питання необхідності продовжити земельну реформу, однак він так і не був затверджений.

#### Залучення нотаріусів
5 березня 2015 ВРУ прийняла Закон України № 247-VIII [Архівовано 9 грудня 2021 у Wayback Machine.], згідно з яким нотаріусів (як державних, так і приватних), було уповноважено здійснювати державну реєстрацію прав, що випливають із володіння землями сільгосппризначення, незалежно від нотаріального посвідчення договору, за яким таке право виникло. Метою таких змін є прискорення процесу реєстрації. Договори оренди можна було зареєструвати в нотаріусів і раніше (з 2013 року), але лише коли нотаріальне посвідчення угоди було обов'язковим.

#### Моніторинг земельних відносин
Формування системи Моніторингу земельних відносин запроваджувалося відповідно до Постанови КМУ № 639 від 23 серпня 2017 р. [Архівовано 9 грудня 2021 у Wayback Machine.]. Ії створення продиктовано тим, що в Україні у відкритому доступі не було детальної інформації щодо земельних відносин, що надходять від місцевих органів влади до різних відомств. Відтак, центральні органи влади та приватний сектор (зокрема, інвестори) були позбавлені можливості мати узагальнену картину розвитку земельних відносин — як на рівні районів, так і держави. Як наслідок — така інформація не могла використовуватися для обґрунтування рішень у державному та приватному секторах.

#### Національна інфраструктура геопросторових даних
Україна долучилася до групи європейських країн, які створюють власні інфраструктури геопросторових даних: це обов'язкова вимога для країн-членів ЄС та країн-кандидатів, які мають намір долучитися до союзу.
У 2017 році уряд схвалив розроблений Держгеокадастром законопроєкт про Національну інфраструктуру геопросторових даних в Україні (НІГД). Також Держгеокадастром створено прототип НІГД на базі пілотної території у Вінницькій області, на кінець 2017 року завершено розробку Профілю стандартів географічної інформації, утворено підгрупу для координації створення НІГД. Вже у 2018 році Науково-дослідний інститут геодезії і картографії оприлюднив результаті роботи над проєктом:
- Створено комунікаційні канали між зацікавленими організаціями.
- Розроблено законодавчу основу для геопросторової інформації та її специфікації.
- Розроблено засоби для їх спільного використання.
- Оприлюднено геопросторову інформацію для спільного доступу (https://nsdi.gov.ua/ [Архівовано 9 грудня 2021 у Wayback Machine.]).

#### Децентралізація
31 січня 2018 року уряд підписав Розпорядження «Питання передачі земельних ділянок сільськогосподарського призначення державної власності у комунальну власність об'єднаних територіальних громад», яким зобов'язав Держгеокадастр передати у комунальну власність державні сільськогосподарські землі. Станом на червень 2018 року в Україні утворено 742 об'єднаних територіальних громад, розпочато процес передачі сільгоспземель за межами населених пунктів у розпорядження громад.
Згодом 16 листопада 2020 року новий склад уряду скасовує це розпорядження, видаючи інше (№ 1113) [Архівовано 15 листопада 2021 у Wayback Machine.], в якому також зобов'язує Держгеокадастр до передачі земель с/г призначення державної власності у комунальну. Для допомоги громадам в реалізації сучасних інструментів ефективного управління комунальними землями 2 вересня громадська спілка «Укргео» перезентувала проєкт «Підтримка громад в управлінні землями», що реалізується за підтримки Програми USAID з аграрного і сільського розвитку (АГРО). Також USAID започаткував новий проєкт «Говерла» для допомоги громадам в управлінні землями, який стартував у 7 областях з подальшим розширенням на всю Україну.

#### Зняття мораторію
31 березня 2020 року Верховна Рада України прийняла Закон № 2178-10 «Про внесення змін до деяких законодавчих актів України щодо обігу земель сільськогосподарського призначення» [Архівовано 17 листопада 2021 у Wayback Machine.], яким було знято мораторій на продаж земель сільськогосподарського призначення. Норма закону про запровадження ринку землі вступала в дію лише 1 липня 2021 року.
28 квітня 2021 року Верховна Рада проголосувала за законопроєкт 2194 [Архівовано 20 липня 2021 у Wayback Machine.] «Про внесення змін до Земельного кодексу України та інших законодавчих актів щодо удосконалення системи управління та дерегуляції у сфері земельних відносин», подолавши понад 2000 правок.
18 травня 2021 року Верховна Рада на пленарному засіданні, подолавши 800 правок, ухвалила у другому читанні законопроєкт № 2195 [Архівовано 9 липня 2021 у Wayback Machine.] «Про внесення змін до деяких законодавчих актів щодо продажу земельних ділянок державної та комунальної власності або прав на них (оренди, суперфіцію, емфітевзису) через електронні аукціони».

### Ринок землі
1 липня 2021 року було офіційно відкрито ринок землі. [Архівовано 13 липня 2021 у Wayback Machine.] 19 серпня 2021 року було відкрито роботу «земельного штабу», який розглядає звернення учасників ринку землі про наявні проблеми його функціонування. До штабу увійшли представники ВРУ, Держгеокадастру, Нотаріальної палати України, Незалежної асоціації банків України та інші профільні асоціації. Засідання штабу відбувається щомісяця.

#### Перші результати ринку землі
За місяць після відкриття ринку землі в Україні станом на 29 липня укладено 2901 угоду про відчуження земельних ділянок с/г призначення загальною площею 5324 га на суму 210 млн гривень. Вартість одного гектара складала вже близько 40 тис. грн. На офіційних заходах до 100 днів ринку землі Міністерство аграрної політики та продовольства України озвучило три різні показники вартості сільськогосподарських земель, різницю у цифрах міністр Роман Лещенко пояснив так: 
«Якщо брати загальну цифру всіх трансакцій по землях сільськогосподарського призначення, то середня вартість одного гектара, станом на 9 жовтня, становить 43 879 грн. Але, якщо ми робимо середньозважену вартість одного гектара землі для ведення товарного сільськогосподарського виробництва, то це мова йде про 32 тис. 857 грн. А якщо говорим про середньозважену вартість для ведення особистого селянського господарства, мова йде про 33 тис. грн»
На заходах до 100 днів з відкриття ринку землі 12 жовтня 2021 року Держгеокадастр повідомив, що вартість одного га с/г земель складає 43 879 грн, відчужено 28 288 ділянок загальною площею 70,57 тис. гектарів.

### 2022 рік і вплив воєнного стану
Реформи у сфері земельних відносин зумовлені війною, введенням військового стану, необхідністю зберегти економічні відносини шляхом впровадження тимчасових спрощених правил оформлення прав на оренду земельних ділянок, звільнення від оподаткування землекористувачів, які обмежені в діях у зв'язку з війною.